# Waterfall
A Waterfall (magyarul: Vízesés) egy dal, amely Grúziát képviselte a 2013-as Eurovíziós Dalfesztiválon. A dalt az grúz Nodi Tatishvili és Sopho Gelovani adta elő angol nyelven Malmőben.
A párost a Grúz Közszolgálati Televízió választotta ki az ország képviseletére, versenydalukat pedig 2013. február 27-én mutatták be.
Az Eurovíziós Dalfesztiválon a dalt először a május 16-án megrendezett második elődöntőben adták elő, a fellépési sorrendben tizenötödikként az albán Adrian Lulgjuraj és Bledar Sejko Identitet című dala után, és a svájci Takasa együttes You and Me című dala előtt. A dal az elődöntőben 63 ponttal a tizedik helyen végzett, így továbbjutott a döntőbe.
A május 18-án rendezett döntőben a fellépési sorrendben huszonötödikként adták elő a norvég Margaret Berger I Feed You My Love című dala után, és az ír Ryan Dolan Only Love Survives című dala előtt. A szavazás során 50 pontot szerzett, amely a tizenötödik helyet jelentette a huszonhat fős mezőnyben.

## Külső hivatkozások
- Dalszöveg
- Videóklip
- Dalbemutató a grúz köztelevízióban
- A dal előadása a 2013-as Eurovíziós Dalfesztivál döntőjében